# Alexandru Buzbuchi
Alexandru Buzbuchi (sinh ngày 31 tháng 10 năm 1993 ở România) là một cầu thủ bóng đá người România thi đấu ở vị trí thủ môn cho câu lạc bộ Liga I Viitorul Constanța.

## Danh hiệu

### Câu lạc bộ
Viitorul Constanța
- Liga I: 2016–17